# Diospyros obliquifolia
Diospyros obliquifolia är en tvåhjärtbladig växtart som först beskrevs av William Philip Hiern och Robert Louis August Maximilian Gürke, och fick sitt nu gällande namn av Frank White. Diospyros obliquifolia ingår i släktet Diospyros och familjen Ebenaceae. Inga underarter finns listade i Catalogue of Life.